# Pierre-Nicolas Brisset
Pour les articles homonymes, voir Brisset.
Pierre-Nicolas Brisset, né à Paris le 18 août 1810 et mort à Paris 9e le 29 mars 1890, est un peintre et lithographe français.

## Biographie

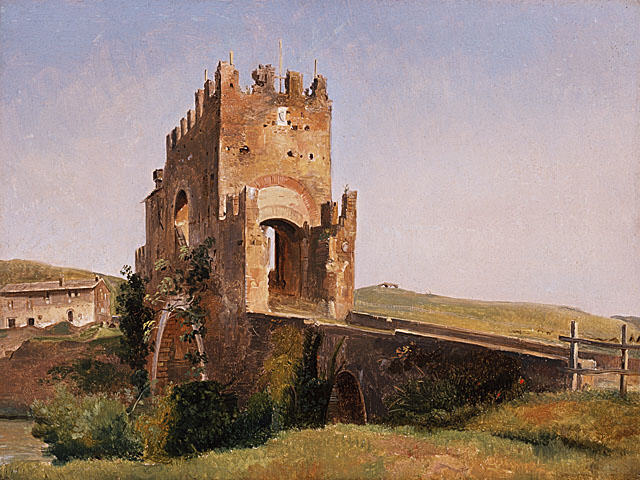
View of the Ponte Nomentano (Roman Campagna)

Il est le fils de Pierre Denis Brisset et Marguerite Olivero.
Élève de Louis-Charles-Auguste Couder puis de François-Édouard Picot, Pierre-Nicolas Brisset obtient un deuxième prix de Rome en peinture en 1837 sur le thème Sacrifice de Noé et un premier prix en 1840 sur le thème Caïus Gracchus, cité devant le sénat, partant pour Rome.
Il est pensionnaire de la villa Médicis à Rome de 1841 à 1845.
En 1862, il dessine pour la Banque de France le nouveau billet de 100 francs bleu.
Il épouse en 1872 Félicie Labaume, reconnaissant et légitimant deux fils nés auparavant, Pierre Maurice et Félix.
Il a pour élève Henri Gervex.
Il est nommé chevalier de la Légion d'honneur en 1868.
Il décède à son domicile 19 rue du Delta à Paris le 29 mars 1890.

## Œuvre
- 1834 - Mort du général Valhubert à la bataille d'Austerlitz - 2 décembre 1805, Musée national des châteaux de Versailles et de Trianon[8]
- 1840 - Le départ de Caïus Gracchus, école nationale supérieure des beaux-arts[9] (Prix de Rome de peinture en 1840)
- 1841-1845 - View of the Ponte Nomentano (Roman Campagna), Musée d'art du comté de Los Angeles[10]
- 1851 - La mort de Marie-Madeleine, Église Saint-Roch de Paris
- 1852 - Sainte Marie-Madeleine écoutant le sermon du Christ, Église Saint-Roch de Paris
- Les Âmes du Purgatoire, Église de la Sainte-Trinité[11]
- La Mise au tombeau, Église de la Sainte-Trinité[11]
- La Tapisserie de Philippe Auguste, carton, Galerie d'Apollon du Louvre [12]